# Пилсудский, Адам
А́дам Пилсу́дский (пол. Adam Piłsudski, 25 сентября 1869, Зулов, лит. Zalavas, Свенцянского повета, Литва — 16 декабря 1935, Варшава) — брат Юзефа Пилсудского и Бронислава Пилсудского, вице-президент города Вильно, сенатор Польши.

## Биография
Сын Юзефа Винценты Пётра Пилсудского, комиссара Национального правительства («Жонд народовы») в ковенском уезде во время восстания 1863 года, и Марии Пилсудской из известного литовского рода Билевичей. Его братьями, кроме Юзефа, были Бронислав Пилсудский (1866—1918), этнограф, и Ян Пилсудский (1876—1950), юрист, министр казны и вице-маршалек Сейма Польши.
Не получил образования в гимназии. До 1900 жил в имении семьи. В 1901 начал работать на виленской тепловой электростанции, затем в виленском магистрате, где с 1909 был главным бухгалтером. В 1932 вышел на пенсию и был назначен финансовым представителем правительства при городской управе Вильно. С октября 1934 вице-президент города Вильно. За несколько месяцев до смерти 4 октября 1935 стал сенатором Польши.

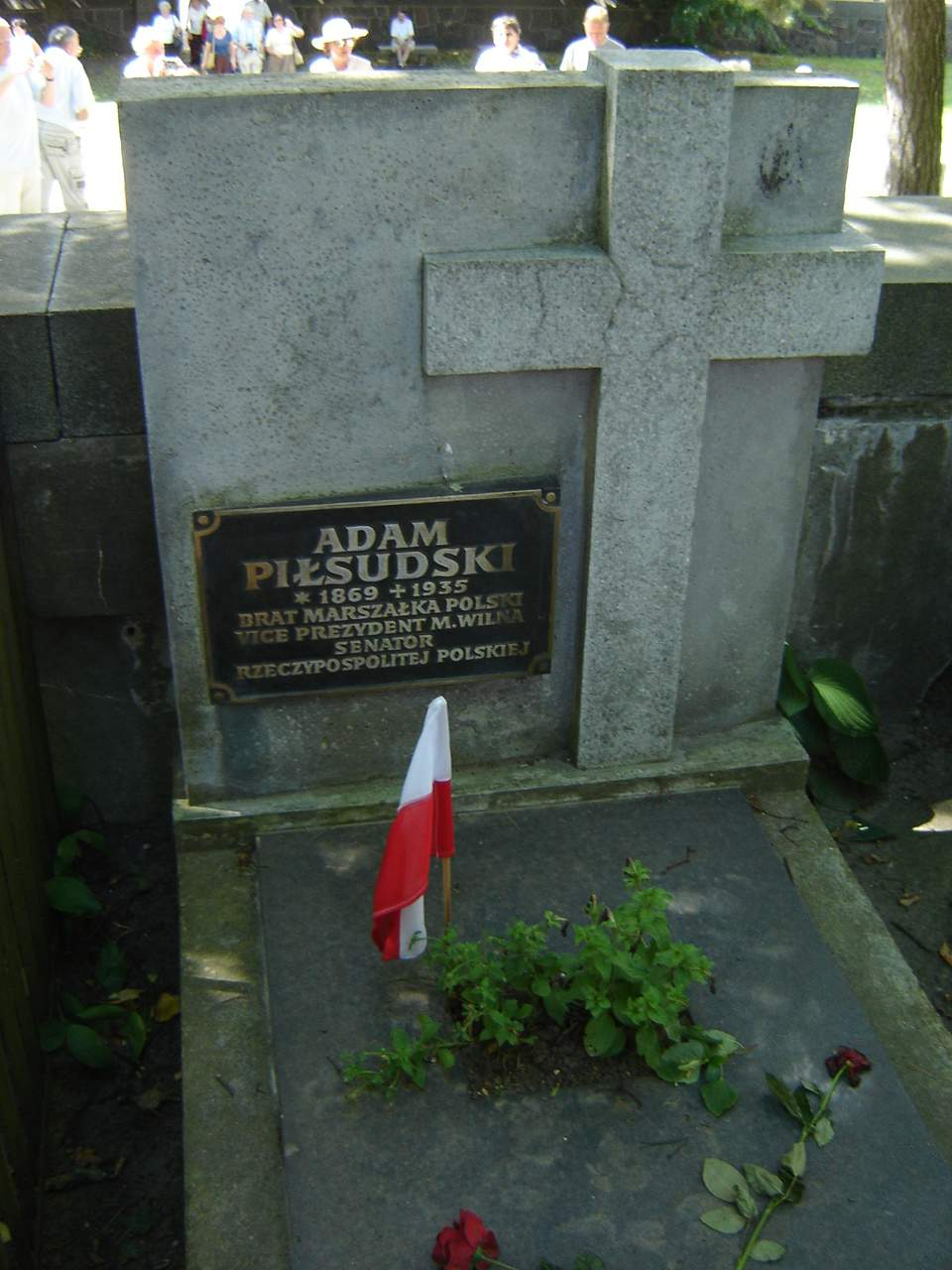
Надгробие на могиле Адама Пилсудского

Женат на Юлии Лодвиговской (Łodwigowska; 1869—1937), деятельнице Польской социалистической партии. Дочь Ванда, врач.
Занимал множество должностей в различных хозяйственных учреждениях и организациях. В частности, до Первой мировой войны был кассиром Виленского общества устройства квартир. После войны состоял председателем попечительского совета Польского общества торговых и экономических знаний в Вильне, членом попечительского совета польского Кооперативного ремесленного банка, членом ревизионной комиссии Общества беспроцентного кредита.
Награждён офицерским крестом ордена Polonia Restituta.
Похоронен на кладбище Расу в Вильне.